# Eisensteinsumma
Inom matematiken är en Eisensteinsumma en ändlig summa som beror på en ändlig kropp och är relaterad till en Gaussumma. Eisensteinsumman introducerades av Ferdinand Eisenstein år 1848.

## Definition
Eisensteinsumman definieras som
{\displaystyle E(\chi ,\alpha )=\sum _{Tr_{F/K}t=\alpha }\chi (t)}
där F är en ändlig utvidgning av en ändlig kropp K, χ är en karaktär av multiplikativa gruppen av F och α är ett element av K (Lemmermeyer 2000, sid. 133).